# Distretto di Pha Khao
Il distretto di Pha Khao (in thailandese: ผาขาว) è un distretto (amphoe) della Thailandia, situato nella provincia di Loei.